# Strada statale 236 Goitese
L'ex strada statale 236 Goitese (SS 236), ora strada provinciale ex strada statale 236 Goitese (SP ex SS 236) in provincia di Mantova e strada provinciale Bresciana 236 Goitese (SP BS 236) in provincia di Brescia, è una strada provinciale italiana che collega le città di Mantova e Brescia.
Venne realizzata agli inizi del XIX secolo, per volere di Napoleone Bonaparte, inglobando e collegando tratti esistenti di antiche strade mantovane e bresciane, allo scopo di consentire rapidi spostamenti di truppe e carriaggi, dalla fortezza di Mantova verso nord. Per questo motivo assunse originariamente la denominazione di strada Napoleonica interprovinciale Mantova-Brescia, mantenendola immutata fino alla prima metà del XX secolo.

## Storia
La strada statale 236 venne istituita nel 1959 col seguente percorso: "Innesto S.S. n. 11 a Brescia - Goito - Innesto S.S. n. 62 a Mantova."
In seguito al decreto legislativo n. 112 del 1998, dal 2001 la gestione è passata dall'ANAS alla Regione Lombardia, che ha provveduto al trasferimento dell'infrastruttura al demanio della Provincia di Mantova e della Provincia di Brescia per le tratte territorialmente competenti.
Il 1º giugno 2021 è stata inaugurata la cosiddetta "Tangenziale di Guidizzolo", un'arteria che evita agli automobilisti di entrare, in direzione Mantova, nel centro di Guidizzolo. Dopo l'apertura della Tangenziale è stata creata un'uscita che conduce all'area produttiva "Crocevia 2".

## Percorso
Aveva storicamente origine a nord di Mantova (quartiere Cittadella) dal tratto declassato della strada statale 62 della Cisa e termina a Brescia dopo un percorso di 59,600 km interamente pianeggiante, dei quali 36 in territorio mantovano e 23,6 in territorio bresciano. Il tratto iniziale è stato riclassificato come SP 81.
La strada ha quindi origine dall'innesto con la strada statale 236 bis Goitese in località Corte Gombetto nel comune di Porto Mantovano, prosegue in direzione nord-ovest attraversando gli abitati di Marmirolo, Marsiletti, Goito, Cerlongo e Guidizzolo. Ora solo Marsiletti, Goito e Cerlongo sono attraversati come centri abitati, dopo la realizzazione delle tangenziali di Marmirolo e Guidizzolo. 
Da qui ha inizio il percorso che collega Guidizzolo a Castenedolo. Segnata in giallo è una strada in lavorazione per la strada della calza che collegherà Asola con Castiglione delle Stiviere attraversando Casaloldo, Castelgoffredo e Medole. Le varianti di Asola, Castelgoffredo e Medole già sono state completate mancano la tangenziale di Casaloldo e Castelnuovo e inoltre segnata in giallo la variante est Strada Oglio Morenico collegherà la variante di Volta Mantovana con la Tangenziale di Piadena sulla Superstrada 10 Padana Inferiore Questa strada prevede uscite miste a rotatorie strade con imbocchi per vie, uscite a senso unico bidirezionali e attraverserà Piubega e da Piubega a Piadena riprenderà la variante con uscite con Rotatorie e imbocchi a vie miste partendo da un'uscita di San Cassiano fino all' uscita di Piadena Drizzona poi c'è la SS 10 Padana Inferiore.
| Note | Tipo | Indicazione | ↓km↓ | Provincia |
| ---- | ---- | --- | ---- | --------- |
|      |      | Volta Mantovana, Ceresara, Piubega, Calvatone, Cremona SS236 variante est "Strada Oglio Morenico" SS10 Corridoio plurimodale Tirreno-Brennero Variante Istituto Comprensivo di CERESARA Casaloldo-Gazoldo Barriera di Gazoldo - Piubega - San Fermo | 18   | MN        |
|      |      | Guidizzolo Selvarizzo | 21   | MN        |
|      |      | Guidizzolo - Cavriana- Ceresara- Volta Mantovana | 23   | MN        |
|      |      | Guidizzolo - S.Cassiano, ZAI | 24   | MN        |
|      |      | Solo uscita in direzione di Mantova Guidizzolo - Rebecco | 25   | MN        |
|      |      | Medole, Solferino, Castel Goffredo Crocevia -S. Cassiano | 27   | MN        |
|      |      | Solferino - Medole | 28,8 | MN        |
|      |      | Castiglione delle Stiviere Zona industriale Est |      | MN        |
|      |      | SS236 variante ovest "Strada della Calza" Medole, Castel Goffredo, Casaloldo, Piubega, Asola, Cremona | 30,2 | MN        |
|      |      | Gozzolina - Castiglione d/Stiviere - Medole | 32,5 | MN        |
|      |      | Desenzano del Garda ex del Benaco Milano-Venezia Castiglione d/Stiviere - Zona industriale | 36,2 | BS        |
|      |      | Asola - Carpenedolo - Parma ex Asolana | 3    | BS        |
|      |      | Montichiari Ospedale Novagli - Boschetti Desenzano del Garda - Castiglione d/Stiviere | 39,5 | BS        |
|      |      | Montichiari Arzaga Carpenedolo ex Lenese | 41,7 | BS        |
|      |      | Montichiari - via Rampina Borgosotto | 42,1 | BS        |
|      |      | Montichiari Orzinuovi - Ghedi - Leno - Calvisano - Remedello - Visano ex Lenese Brescia-Piacenza | 43   | BS        |
|      |      | Montichiari Centro Fiera | 45,1 | BS        |
|      |      | Vighizzolo Ro - San Bernardino | 46   | BS        |
|      |      | Cascina Casermone | 47,5 | BS        |
|      |      | Cascina Bandierino | 49   | BS        |
|      |      | Aeroporto di Brescia-Montichiari "G. D'Annunzio" Zona industriale Fascia D'Oro Nord | 50,5 | BS        |
|      |      | Castenedolo raccordo Ospitaletto-Montichiari | 51   | BS        |

Poco prima dell'innesto con la ex strada statale 567 del Benaco per Desenzano del Garda e la ex strada statale 343 Asolana viene superato il confine fra le province di Mantova e Brescia.
In prossimità di Montichiari vi è l'intersezione con la ex strada statale 668 Lenese, poi la strada ritorna sul tracciato originario. Prima di Castenedolo vi è il raccordo per la Tangenziale sud di Brescia, l'Autostrada A4 (casello di Brescia est), la strada statale 45 bis Gardesana Occidentale per Salò e Riva del Garda e l'Autostrada A21 racc.
Superato Castenedolo, la strada si dirige verso Brescia dove la strada ha termine.
A partire dal 1882 tale tratto ospitò il binario della tranvia Brescia-Mantova-Ostiglia, una relazione extraurbana con trazione a vapore soppressa nel 1933; il tratto suburbano fra Brescia e Carpenedolo rimase in esercizio come tranvia elettrica fino al 1952.

## Tangenziale di Goito
È ancora in sviluppo la tangenziale di Goito che prevede un imbocco con il casello autostradale di Goito sul Corridoio plurimodale Tirreno-Brennero.

## Tangenziale di Marmirolo
Completata durante il 2014, è stata realizzata nel 2021 una rotatoria a Porto Mantovano. È presente un'uscita che dirige al Bosco Fontana, il quale è collegato all'uscita della tangenziale Nord di Mantova.
| Tangenziale di Marmirolo |                                                                          |      |           |
| Tipo                     | Indicazione                                                              | ↓km↑ | Provincia |
|                          | Tangenziale nord di Mantova, Mantova Cittadella, Verona, Modena-Brennero |      | MN        |
|                          | Bosco Fontana                                                            |      | MN        |
|                          | Marmirolo sud, Zona industriale                                          |      | MN        |
|                          | Marmirolo Corte Gatti                                                    |      | MN        |
|                          | Marmirolo nord, Marengo, Pozzolo, Roverbella, Valeggio sul Mincio        |      | MN        |

## SS236 variante ovest "Strada della Calza"
È ancora in lavorazione prevede il tracciato che parte da Castiglione delle Stiviere con uscita Cremona Medole Castel Goffredo Casaloldo Asola. In modo tale che da Castiglione una nuova uscita sulla Goitese aggiunga questa nuova variante con uscite miste tra svincoli e rotatorie fino ad Asola.
(Quelle segnate in giallo sono uscite ancora in realizzazione) Mentre in bianco sono le varianti di Medole, Castel Goffredo e Asola.
| SS236 variante ovest Strada della Calza Castiglione Medole Castel Goffredo Casaloldo Asola. | |      |           |
| Tipo                                                                                        | Indicazione | ↓km↑ | Provincia |
|                                                                                             | Castiglione delle Stiviere |      | MN        |
|                                                                                             | SS 236 Brescia, Montichiari Milano-Venezia, Brescia-Piacenza                                                                              |      | MN        |
|                                                                                             | SS 236 Mantova nord, Guidizzolo, Goito Modena-Brennero                                                                                    |      | MN        |
|                                                                                             | Medole 1, Castiglione delle Stiviere |      | MN        |
|                                                                                             | Medole 2, Carpenedolo |      | MN        |
|                                                                                             | Medole solo direzione Cremona |      | MN        |
|                                                                                             | località Tezze |      | MN        |
|                                                                                             | Medole 3, Castel Goffredo nord |      | MN        |
|                                                                                             | Castelgoffredo solo direzione Brescia |      | MN        |
|                                                                                             | Castel Goffredo est, Ceresara |      | MN        |
|                                                                                             | Castel Goffredo sud |      | MN        |
|                                                                                             | Mantova sud, Casaloldo, Piubega Negrisoli Modena-Brennero                                                                                 |      | MN        |
|                                                                                             | Corridoio plurimodale Tirreno-Brennero Parma-Verona Variante Istituto Comprensivo CERESARA Piubega - Gazoldo degli Ippoliti - Mantova sud |      | MN        |
|                                                                                             | Casaloldo Zona industriale |      | MN        |
|                                                                                             | Casaloldo solo direzione Cremona |      | MN        |
|                                                                                             | Castelnuovo, Quattrostrade |      | MN        |
|                                                                                             | Asola solo direzione Mantova |      | MN        |
|                                                                                             | Asola nord 1, Castelnuovo, Parma, Milano-Napoli                                                                                           |      | MN        |
|                                                                                             | Asola nord 2, Casalmoro, Brescia, Milano-Venezia                                                                                          |      | MN        |
|                                                                                             | Asola nord 3, San Pietro |      | MN        |
|                                                                                             | Asola Zona industriale |      | MN        |
|                                                                                             | Asola sud |      | MN        |
|                                                                                             | SP 2 Cremona, Casalromano, Brescia-Piacenza                                                                                               |      | MN        |

## SS236 variante est "Strada Oglio Morenico"
Questo tracciato è ancora in via di definizione collega la tangenziale di Piadena con la variante di Volta Mantovana attraversando comuni di Calvatone, Acquanegra sul Chiese, Mariana Mantovana, Piubega, Ceresara, Guidizzolo, Cavriana, Volta Mantovana. La tabella è ancora da modificare e completare. Segnate in giallo sono in progettazione.
| SS236 variante est Strada Oglio Morenico. | |      |           |
| Tipo                                      | Indicazione | ↓km↑ | Provincia |
|                                           | Valeggio sul Mincio, Monzambano, Cavriana |      | MN        |
|                                           | Volta Mantovana nord |      | MN        |
|                                           | Volta Mantovana Castellaro Lagusello |      | MN        |
|                                           | Varie vie |      | MN        |
|                                           | Volta Mantovana sud |      | MN        |
|                                           | Guidizzolo, Cavriana, Ceresara, Foresto |      | MN        |
|                                           | SS 236 Mantova nord - Brescia Corridoio plurimodale Tirreno-Brennero Goito - Verona |      | MN        |
|                                           | Medole, Castel Goffredo, Ceresara nord |      | MN        |
|                                           | San Martino |      | MN        |
|                                           | Ceresara sud, Variante Istituto Comprensivo CERESARA Casaloldo-Gazoldo, Corridoio plurimodale Tirreno-Brennero Parma - Verona Gazoldo degli Ippoliti, Casaloldo, Rodigo, Goito, Piubega nord, Piazza Matteotti, Centro Sportivo, Scuole |      | MN        |
|                                           | Piubega, Strada Selva, Piazza Matteotti, Scuole, Centro Sportivo |      | MN        |
|                                           | Strada Olza |      | MN        |
| con cornice                               | Piubega, Scuole, Centro Sportivo, Oratorio, Via Roma |      | MN        |
|                                           | Piubega est |      | MN        |
|                                           | Piubega |      | MN        |
|                                           | NORMA |      | MN        |
|                                           | San Cassiano, San Fermo, Redondesco, Cimitero |      | MN        |
|                                           | San Cassiano, Quattrostrade, Bologne, Asola, Strada Olza. |      | MN        |
|                                           | Zona industriale di Mariana Mantovana |      | MN        |
|                                           | Mariana Mantovana nord |      | MN        |
|                                           | Asola, Mariana Mantovana sud, Redondesco,Quattrostrade |      | MN        |
|                                           | Strada Acquanegra |      | MN        |
|                                           | Acquanegra sul Chiese nord, Marcaria |      | MN        |
|                                           | Acquanegra sul Chiese sud, Canneto sull'Oglio |      | MN        |
|                                           | Calvatone |      | CR        |
|                                           | SS 10 Mantova sud, Bozzolo Tangenziale di Bozzolo, Corridoio plurimodale Tirreno-Brennero Parma - Verona. |      | CR        |
|                                           | Piadena |      | CR        |
|                                           | |      | CR        |
|                                           | Piadena Stazione |      | CR        |
|                                           | Piadena, Canneto sull'Oglio, Parma |      | CR        |
|                                           | Piadena, Drizzona, Zona industriale |      | CR        |
| SS10                                      | Cremona, Asola |      | CR        |

## Curiosità
Durante gli anni in cui si correva la Mille Miglia, la Goitese costituiva il rettilineo sul quale i bolidi si sfidavano in velocità prima del traguardo e, comprensibilmente, i bordi del tracciato erano gremiti di folla, senza soluzione di continuità.
Alle ore 16:04 del 12 maggio 1957, nel tratto tra Goito e Guidizzolo, nei pressi del km 21 (località Corte Colomba), il pilota spagnolo Alfonso de Portago uscì di strada con la sua Ferrari, lanciata ad una velocità superiore a 250 km/h, rimanendo ucciso insieme al suo navigatore Edmund Gurner Nelson e a 10 spettatori, tra i quali 6 bambini. Questo incidente, causato dallo scoppio di uno pneumatico, segnò la fine della Mille Miglia. Nel luogo dove è avvenuto l'incidente è stato posto un cenotafio.
Dal 1º giugno 2018 nel tratto compreso tra il comune di Marmirolo e il confine con la provincia di Brescia è stato istituito un limite di velocità pari a 50 km/h. Questa misura disposta dalla provincia di Mantova, si è resa necessaria a seguito delle pessime condizioni del fondo stradale.

## Strada statale 236 bis Goitese
L'ex strada statale 236 bis Goitese (SS 236 bis), ora strada provinciale ex strada statale 236 bis Goitese (SP ex SS 236 bis), è una strada provinciale italiana. Nel tratto che attraversa il comune di Mantova è denominata Viale della Favorita in quanto passa vicino alla villa gonzaghesca della Favorita.
La strada ha un chilometraggio assai breve, e collega tra loro le arterie stradali che convergono sul lato nord di Mantova.
Ha inizio nei pressi di Lunetta (quartiere della città) dalla strada statale 10 Padana Inferiore, in corrispondenza dell'inizio dell'ex SS 482; transita nei pressi dell'area commerciale di Boccabusa e poco oltre interseca la SP 25 per Ghisiolo e Castelbelforte, qui denominata Strada Ghisiolo. Successivamente, dal km 2 al km 4, le corsie si separano per affiancare la Tangenziale nord di Mantova. Nei pressi di Sant'Antonio interseca l'ex strada statale 62 della Cisa e s'innesta nella Tangenziale nord di cui la SS 236 bis costituisce il tronco iniziale. Giunge infine in località Corte Gombetto dove confluisce nell'ex strada statale 236 Goitese.
In seguito invece al decreto legislativo n. 112 del 1998, dal 2001 la gestione è passata dall'ANAS alla Regione Lombardia, che ha provveduto al trasferimento dell'infrastruttura al demanio della Provincia di Mantova.